# Kever (vis)
De kever (Trisopterus esmarkii) is een straalvinnige vis uit de familie van kabeljauwen (Gadidae), in de orde van kabeljauwachtigen (Gadiformes).

## Beschrijving
De kever is gemiddeld 19 cm lang, maar kan een lengte bereiken van 35 cm. De kever lijkt op de steenbolk en de dwergbolk. Hij is net als de dwergbolk klein. Verder grijsbruin op de rug en met een zwarte stip bij de borstvin. De eerste rugvin heeft 14-16 vinstralen, de tweede 23-26 en de derde 23-27. De eerste aarsvin heeft 26-31 vinstralen, de tweede 24-30.

## Leefomgeving
De kever is een zoutwatervis. De vis leeft hoofdzakelijk in de Atlantische Oceaan van de Barentszzee tot aan Golf van Biskaje, verder in het noorden van de Noordzee en de Oostzee. De diepteverspreiding is 100 tot 200 m onder het wateroppervlak.

De kever komt niet voor in de zuidelijke Noordzee dus ook niet aan de kusten van de Lage Landen tot de vondsten eind mei 2022 in de Oosterschelde. De kever is voor de beroepsvisserij vooral van belang voor de verwerking als vismeel.